# Nicole Carboni
Nicole Marie Carboni Renault, más conocida como Nicole Carboni (San José, Costa Rica, 16 de mayo de 1991) es una modelo, atleta, presentadora, reina de belleza y embajadora del consejo mundial de boxeo.

## Biografía

### Primeros años
Nicole Carboni nació en San José, Costa Rica, el 16 de mayo de 1991. Tiene ascendencia francesa de lado materno y ascendencia costarricense de lado paterno. Practica atletismo desde los 5 años.

### Comienzo en el modelaje
Su primera aparición en el modelaje fue los 5 años para Baby Guess. A los 12 años entró a una academia de modelaje. Poco a poco fue dando gran evolución. Nicole tenía unas medidas perfectas (90-60-90), lo cual muchas marcas de lencería la contrataban para modelar sus creaciones. Ha modelado para reconocidos diseñadores costarricenses e internacionales.
Es una de las modelos más conocidas en Costa Rica.

### Atletismo
Es portadora de 160 medallas, 6 placas, 12 trofeos de oro y varios reconocimientos deportivos en atletismo, Nicole es atleta de la Federación Costarricense de atletismo (FECOA). 
Es Campeona Centroamericana donde ganó 8 medallas de oro para Costa Rica en la pruebas de Salto Triple y Heptatlón en Honduras, Guatemala, Nicaragua y El Salvador. 
Compradora de 9 medallas de oro en juegos deportivos nacionales de Costa Rica.

### Miss Teen World Costa Rica 2006
Nicole empezó los concursos en el Miss Teen World Costa Rica 2006. Donde se alzó como la ganadora.

### Miss Teenager Costa Rica 2010
Luego de 4 años sin pisar un escenario compitiendo por una corona, Nicole vuelve a competir, esta vez en Miss Teenager Costa Rica y gana la corona

### Miss Costa Rica 2015
Nicole perdió en el Certamen Nacional de la Belleza Costarricense Miss Costa Rica el 7 de agosto de 2015.

### Miss Miami USA 2016
Ganadora de este certamen 

### Miss South Florida USA 2017
Ganadora de este certame

## Premios y reconocimientos
- Musclemania Prestige Sport Model Puebla (México)  (Ganadora Elite Absoluta, 2014)
- Musclemania Prestige Sport Model Veracruz (México) (Ganadora Elite Absoluta, 2014)
- Musclemania Prestige Sport Model DF (México) (Ganadora Elite Absoluta, 2014

Campeona fitness weekend 2015
Miss WBC 2015 
Miss Miami USA 2016
Miss south Florida USA 2017
Musclemania Mexico 2018 ganadora
Absoluta 
Musclemania latino 2018 ganadora absoluta